# Kandal Football Club
Kandal Football Club é a equipe representativa da província de Kandal para a disputa de competições a nível nacional do Camboja. Atualmente, é dedicada para a organização de uma seleção para a fase provincial da Copa Hun Sen todos os anos.

## História
Só há um registro da participação do clube na primeira divisão nacional, que foi em 2005. Acabou por ser rebaixada junto com a seleção de Siem Reap.
Em 2020, participou da Copa Hun Sen, mas não passou da fase provincial.

## Treinadores
- Pum Tola (2020)[3]